# Jack Huston
Pour les articles homonymes, voir Huston.
Jack Alexander Huston, né au Royaume-Uni le 7 décembre 1982 à King's Lynn, dans le comté de Norfolk, est un acteur britannico-américain.

## Biographie
Jack Huston naît le 7 décembre 1982 dans l'est de Angleterre, à King's Lynn, dans le comté de Norfolk. Son oncle, Danny Huston, est acteur et réalisateur, ainsi que sa tante Anjelica Huston et son grand-père John Huston. Sa mère, lady Margot Lavinia Cholmondeley (fille de lord Cholmondeley), est anglaise et son père, le comédien et écrivain Tony Huston est américain.
Huston décide de devenir acteur à l'âge de six ans, après avoir tenu le rôle de Peter Pan dans la pièce Peter et Wendy à son école. Par la suite, il suit des cours de théâtre à Hurtwood House, un pensionnat situé à Dorking, dans le Surrey.

### Vie privée
Depuis 2011, Huston est en couple avec la mannequin américaine Shannan Click (en). Ils ont deux enfants, une fille née le 6 avril 2013, prénommée Sage Lavinia Huston, et un fils né en janvier 2016, Cypress Night Huston,.

## Carrière
Huston commence sa carrière d'acteur en 2004 dans le téléfilm Spartacus et obtient ses premiers rôles importants dans les films Factory Girl (2006) et Outlander : Le Dernier Viking (2008).
Il accède à la notoriété en 2010 en interprétant le rôle de Richard Harrow, tireur d'élite défiguré, dans la série télévisée Boardwalk Empire. Il en est l'un des personnages récurrents depuis la première saison.
En 2016, il est à l'affiche du film Orgueil et Préjugés et Zombies de Burr Steers.

## Filmographie

### Cinéma

#### Longs métrages
- 2005 : Neighborhood Watch de Graeme Whifler : Bob
- 2006 : Factory Girl de George Hickenlooper : Gerald Malanga
- 2007 : Shrooms de Paddy Breathnach : Jake
- 2008 : The Garden of Eden de John Irvin : David Bourne
- 2008 : Outlander : Le Dernier Viking de Howard McCain : Wulfric
- 2009 : Le Psy d'Hollywood de Jonas Pate : Shamus
- 2009 : Boogie Woogie de Duncan Ward : Jo Richards
- 2010 : Twilight, chapitre III : Hésitation de David Slade : Royce King
- 2010 : Mr. Nice de Bernard Rose : Graham Plinston
- 2011 : Wilde Salomé (en) de Al Pacino : Lord Alfred
- 2011 : The Hot Potato de Tim Lewinston : Danny
- 2012 : Not Fade Away (film) de David Chase : Eugene
- 2012 : Two Jacks (en) de Bernard Rose : Jack Hussar junior
- 2013 : Train de nuit pour Lisbonne (Night Train to Lisbon) de Bille August : Amdeu
- 2013 : Kill Your Darlings de John Krokidas : Jack Kerouac
- 2013 : American Bluff de David O. Russell : Pete Musane
- 2014 : Posthumous (en) de Lulu Wang : Liam Price
- 2015 : Chemins croisés (The Longest Ride) de George Tillman, Jr. : Ira jeune
- 2016 : Orgueil et Préjugés et Zombies (Pride and Prejudices and Zombies) de Burr Steers : George Wickham
- 2016 : Une belle rencontre (Their Finest) de Lone Scherfig : Ellis Cole
- 2016 : Ben-Hur de Timur Bekmambetov : Judah Ben-Hur
- 2016 : Ave, César ! de Joel et Ethan Coen : le mufle dans le taxi
- 2017 : The Yellow Birds d'Alexandre Moors : Sergent Sterling
- 2017 : Stand By de Armando Bo[réf. nécessaire]
- 2017 : An Actor Prepares de Steve Clark : Adam
- 2019 : Above Suspicion de Phillip Noyce : Mark
- 2019 : L'Oiseau-tempête (The Earthquake Bird) de Wash Westmoreland : Bob
- 2019 : The Irishman de Martin Scorsese : Robert F. Kennedy
- 2020 : Antebellum de Gerard Bush et Christopher Renz : capitaine Jasper
- 2021 : House of Gucci de Ridley Scott : Domenico de Sole
- 2022 : Lavé par le sang (Savage Salvation) de Randall Emmett : Shelby
- 2025 : Unit 234 d'Andy Tennant : Clayton
- 2026 : The Basics of Philosophy de Paul Schrader

#### Courts métrages
- 2014 : A Rose Reborn de Chan-wook Park
- 2016 : Past Forward de David O. Russell : un homme

### Télévision

#### Téléfilms
- 2004 : Spartacus de Robert Dornhelm : Flavius
- 2008 : Le Choix de Jane (Miss Austen Regrets) de Jeremy Lovering : Charles Haden

#### Séries télévisées
- 2009-2010 : Les Mystères d'Eastwick : Jamie (8 épisodes)
- 2010-2013 : Boardwalk Empire : Richard Harrow (41 épisodes)
- 2012 : Parade's End (mini-série) : Gerald Drake (3 épisodes)
- 2014 : 1666, Londres en flammes (mini-série) : Charles II (4 épisodes)
- 2018 : The Romanoffs : Samuel Ryan
- 2020 : Fargo : Odis Weff (saison 4, 7 épisodes)
- 2023 : Mayfair Witches : Lasher

## Voix françaises
| - Damien Boisseau dans : - Outlander : Le Dernier Viking - Twilight, chapitre III : Hésitation - L'Oiseau-tempête - Damien Ferrette dans : - Le Psy d'Hollywood - American Bluff - The Romanoffs (série télévisée) - Damien Witecka dans : - Le Choix de Jane (téléfilm) - Kill Your Darlings - Valéry Schatz dans : - Train de nuit pour Lisbonne - Fargo (série télévisée) | - Thibaut Lacour dans (les séries télévisées) : - Mr. Mercedes - Manhunt - Boris Rehlinger dans : - Lavé par le sang - Les Expatriées (série télévisée) Et aussi - Jérôme Pauwels dans Les Mystères d'Eastwick (série télévisée) - Xavier Fagnon dans Boardwalk Empire (série télévisée) - Julien Allouf dans Ben-Hur - Rémi Bichet dans House of Gucci - Philippe Résimont dans Mayfair Witches (série télévisée) |